# Campeonato Mundial de Biatlón de 1987
El XXIV Campeonato Mundial de Biatlón se celebró en la localidad de Lake Placid (Estados Unidos) entre el 12 y el 15 de febrero de 1987 bajo la organización de la Unión Internacional de Biatlón (IBU) y la Federación Estadounidense de Biatlón. El mismo año se celebró el IV Campeonato Mundial de Biatlón Femenino en la localidad de Lahti (Finlandia) entre el 25 y el 28 de febrero.

## Resultados

### Masculino
| Evento                     | Oro                                                                | Plata                                                                | Bronce                                                             |
| -------------------------- | ------------------------------------------------------------------ | -------------------------------------------------------------------- | ------------------------------------------------------------------ |
| 10 km velocidad (14.02)    | Frank-Peter Roetsch RDA 29:49,6                                    | Matthias Jacob RDA 30:38,8                                           | André Sehmisch RDA 30:55,4                                         |
| 20 km individual (12.02)   | Frank-Peter Roetsch RDA 1:00:00,4                                  | Joshua Thompson Estados Unidos 1:00:51,0                             | Jan Matouš Checoslovaquia 1:01:15,3                                |
| Relevos 4 × 7,5 km (15.02) | RDA Frank-Peter Roetsch Matthias Jacob André Sehmisch Jürgen Wirth | URSS Dmitri Vasiliev Yuri Kashkarov Alexandr Popov Valeri Medvedtsev | RFA Ernst Reiter Herbert Fritzenwenger Peter Angerer Fritz Fischer |

### Femenino
| Evento                   | Oro                                                 | Plata                                                      | Bronce                                                 |
| ------------------------ | --------------------------------------------------- | ---------------------------------------------------------- | ------------------------------------------------------ |
| 5 km velocidad (27.02)   | Yelena Golovina URSS 21:14,7                        | Venera Chernyshova URSS 21:51,9                            | Anne Elvebakk · Noruega · 22:12,1                      |
| 10 km individual (25.02) | Sanna Grønlid · Noruega · 42:42,8                   | Kaija Parve URSS 43:31,1                                   | Tuija Vuoksiala · Finlandia · 44:56,8                  |
| Relevos 3 × 5 km (28.02) | URSS Yelena Golovina Venera Chernyshova Kaija Parve | Suecia · Inger Björkbom · Ann-Marie Stadig · Eva Korpela · | Noruega · Anne Elvebakk · Sanna Grønlid · Siv Bråten · |

## Medallero
| Núm. | País           | Oro | Plata | Bronce | Total |
| ---- | -------------- | --- | ----- | ------ | ----- |
| 1    | RDA            | 3   | 1     | 1      | 5     |
| 2    | URSS           | 2   | 3     | 0      | 5     |
| 3    | Noruega        | 1   | 0     | 2      | 3     |
| 4    | Estados Unidos | 0   | 1     | 0      | 1     |
| 4    | Suecia         | 0   | 1     | 0      | 1     |
| 6    | RFA            | 0   | 0     | 1      | 1     |
| 6    | Checoslovaquia | 0   | 0     | 1      | 1     |
| 6    | Finlandia      | 0   | 0     | 1      | 1     |
|      | TOTAL          | 6   | 6     | 6      | 18    |